# Västerskär (vid Vättlax, Raseborg)
Västerskär är en ö i Finland. Den ligger i Skärgårdshavet vid Vättlax i kommunen Raseborg i den ekonomiska regionen  Raseborg i landskapet Nyland, i den sydvästra delen av landet. Ön ligger omkring 120 kilometer väster om Helsingfors.
Öns area är 9,4 hektar och dess största längd är 490 meter i sydöst-nordvästlig riktning. Ön höjer sig omkring 20 meter över havsytan.